# (625) Ксения
(625) Ксения (др.-греч. ξενία) — астероид главного пояса, который был открыт 11 февраля 1907 года немецким астрономом Августом Копффом в Гейдельбергской обсерватории. Этимология названия неизвестна.

Орбита астероида Ксения и его положение в Солнечной системе
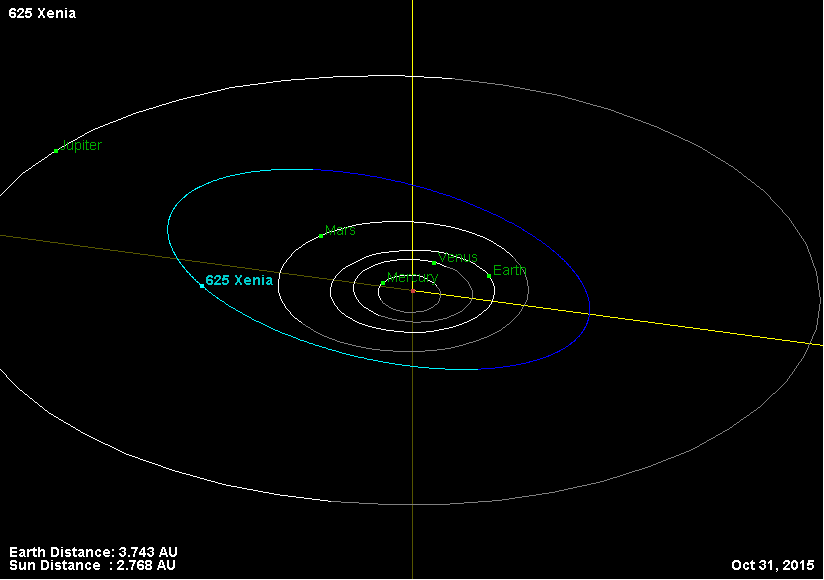
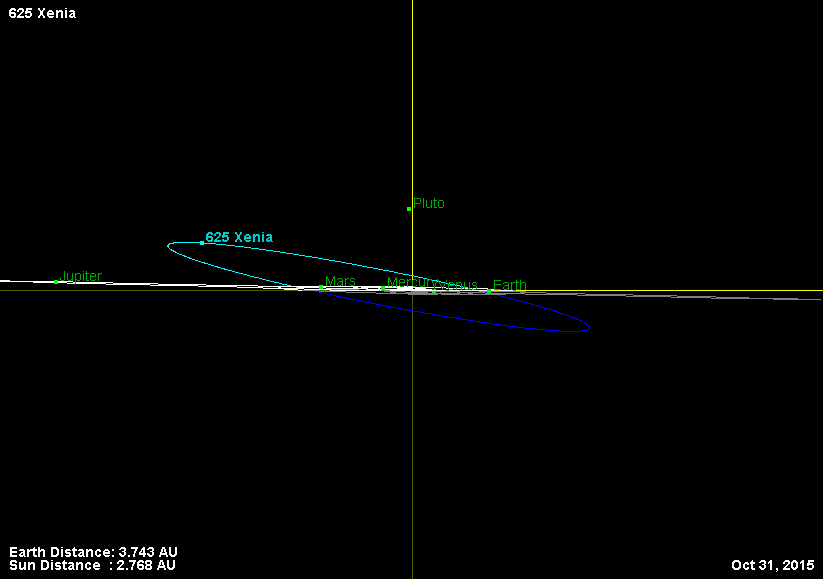